# حصار (شاهين دج)
حصار هي قرية في مقاطعة شاهين دج، إيران. عدد سكان هذه القرية هو 402 في سنة 2006.